# مانائوره (سزار)
مانائوره (انگلیسی: Manaure, Cesar) نام شهری در کشور کلمبیا است.